# Antonio Filippini
Antonio Filippini (Brescia, 3 de juliol de 1973), és un futbolista Itàlia, que juga a la posició de migcampista.
Va debutar a la Serie A el 31 d'agost de 1997 amb el Brescia Calcio contra l'Inter, va debutar el mateix partit que el seu germà bessó: Emanuele Filippini. Aquest és també un futbolista professional i a excepció de la temporada 2006-2007, han jugat junts des del 1991, coincidint en un total de 7 equips diferents.

## Palmarès
- 1 Campionat de la Serie B amb el Palermo